# Nicolas de Giers
Pour les articles homonymes, voir Giers.
Nicolas Karlovitch de Giers (en russe : Николай Карлович Гирс), né le 21 mai 1820 à Radziwilow, dans la province de Volhynie, et décédé le 26 janvier 1895 à Saint-Pétersbourg, est un homme politique russe qui fut diplomate et ministre des Affaires étrangères de 1882 à 1895, il succéda au prince Alexandre Gortchakov. Il fut l'un des artisans de l'Alliance franco-russe (1892-1917) qui aboutit en 1907 à la Triple-Entente.

## Biographie
Il descend d'une famille inscrite aux registres de la noblesse suédoise.
Comme son prédécesseur, le prince Alexandre Gortchakov, Nicolas de Giers étudia au lycée impérial Alexandre. Il ne bénéficia pas comme le prince de l'appui de personnes influentes, le déroulement de sa carrière fut plus lent. En outre, il fut handicapé par ses origines scandinaves et son protestantisme. Âgé de dix-huit ans, il fit son entrée dans les services des affaires orientales au ministère des Affaires étrangères. Pendant deux décennies il y occupa des postes subalternes, principalement dans le Sud-Est de l'Europe. En 1863, il fut promu ministre plénipotentiaire en Perse, il resta à ce poste six ans. Après avoir servi comme ministre en Suisse et en Suède, il fut nommé en 1875 directeur du département oriental et adjoint du ministre des Affaires étrangères, Alexandre Gortchakov, dont il épousa la nièce.
Après l'assassinat d'Alexandre II de Russie le 1er mars 1881, l'écartement de Nicolas de Giers semblait prévisible étant donné son manque de sentiments nationalistes, alors qu'Alexandre III avait au contraire de solides tendances anti-allemandes et slavophiles. Mais finalement ce que désirait le tsar, c'était un ministre vigilant, prudent, actif et obéissant ; ce qui lui permettrait de soulager sa peine et de l'inquiétude du travail de routine, tout en lui permettant de contrôler les grandes lignes et parfois les détails de la politique extérieure. Nicolas de Giers fut donc la personne convenant au tsar ; en conséquence, non seulement Alexandre III le nomma ministre des Affaires étrangères, mais il le conserva à ce poste jusqu'à sa mort en 1894. 

### Ministre des Affaires étrangères

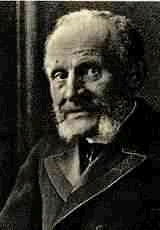

Conformément à la volonté impériale, Nicolas de Giers suivit une politique systématiquement pacifique. Il chercha à protéger l'entente des trois empereurs (Allemagne, Autriche-Hongrie, Russie), mais la rivalité entre l'Autriche-Hongrie et la Russie dans les Balkans empêcha le renouvellement de cette alliance. 
Nicolas de Giers négocia avec le « chancelier de fer » Bismarck, et le 18 juin 1887, signa avec lui le traité de réassurance. En 1890, ce traité ne fut pas renouvelé. Il accepta comme un fait accompli l'existence de la Triple-Alliance créée par Bismarck dans le but de résister à toute agression en Europe de la part de la Russie et surtout de la France, isolée diplomatiquement et soupçonnée d'esprit revanchard depuis la perte de l'Alsace-Lorraine. 
Nicolas de Giers chercha à établir des relations plus amicales avec les cabinets de Berlin, de Vienne et de Rome. 
Lors des premières avances du gouvernement français, il fit la sourde oreille. Mais ensuite les deux pays s'étant rapprochés, il fit bonne figure, mais sans zèle et défendit toujours la promotion des intérêts russes. En 1891, Nicolas de Giers signa un accord préparant la signature en 1892 de l'Alliance franco-russe, ratifiée en 1894 et base de la Triple-Entente.
Son fils Michel de Giers fut le dernier ambassadeur de Russie à Constantinople.